# Dinton (Wiltshire)
Pour les articles homonymes, voir Dinton.
Dinton est un village du comté de Wiltshire, Angleterre, Royaume-Uni. 
Il offre des commodités dont deux pubs, une boutique assurant le service postal, une église et une salle des fêtes. La rivière Nadder passe au sud du village. Un service d'autocar dessert Salisbury quatre fois par jour. Une voie ferrée traverse le village dont la gare est aujourd'hui désaffectée. Un centre d'activité au sud-ouest est pourvoyeur d'emplois. Jusqu'au début des années 1990, la principale source d'emplois locaux était RAF Chilmark, qui exploite plusieurs sites autour de Dinton.
Philipps House situé à Dinton, est un bâtiment appartenant au National Trust et qui était autrefois connu sous le nom de Dinton House. Il a été achevé en 1816 par Sir Jeffry Wyattville, acheté et détenu par la famille Wyndham. En 1916, il a été acquis par Bertram Philipps, qui lui a donné son nom. En 1943, ce dernier en fait don au National Trust. 
Dinton est le lieu de naissance de Edward Hyde de Clarendon.